# Communauté d'agglomération de la Baie de Somme
La communauté d'agglomération de la Baie de Somme (CABS) est une communauté d'agglomération française, située dans le département de la Somme, en région Hauts-de-France.
Cette communauté d'agglomération est née le 1er janvier 2017 de la fusion des intercommunalités de l’Abbevillois, de la région d'Hallencourt et de la Baie de Somme sud.

## Histoire
La loi portant nouvelle organisation territoriale de la République (Loi NOTRe), promulguée le 7 août 2015, redéfinit les compétences attribuées à chaque échelon territorial.
Cela prévoit que les établissements publics de coopération intercommunale (EPCI) à fiscalité propre doivent avoir un minimum de 15 000 habitants. Ainsi, la préfète de la Somme propose en octobre 2015 un projet de nouveau schéma départemental de coopération intercommunale (SDCI), qui prévoit la réduction de 28 à 16 du nombre des intercommunalités à fiscalité propre du département.
Ce SDCI a prévu la fusion des communautés de communes de l’Abbevillois, de la Région d’Hallencourt, de la Baie de Somme sud et initialement du Vimeu Vert (avant que ce dernier ne refuse pour se voir rattaché au Vimeu Industriel, pour former la communauté de communes du Vimeu).
Avec près de 51 357 habitants (en 2013) répartis sur 44 communes, la communauté d'agglomération de la Baie de Somme est créée par arrêté préfectoral le 1er janvier 2017.
Elle est à sa création la seconde plus grande intercommunalité de la Somme et la seconde communauté d'agglomération, après Amiens Métropole[réf. nécessaire].
La commune d'Allery, initialement membre de la communauté de communes de la Région d'Hallencourt, ayant de nombreux liens avec Airaines, se retire le 31 décembre 2017 de la communauté d'agglomération, pour intégrer la communauté de communes Somme Sud-Ouest,,. À contrario, sept communes voudraient intégrer l'agglomération : Noyelles-sur-Mer, Sailly-Flibeaucourt, Buigny-Saint-Maclou, Saint-Riquier, Pont-Rémy, Long et Ercourt (une commune nouvelle est à l'étude avec Huppy[réf. nécessaire]).

## Territoire communautaire

### Géographie
La communauté d'agglomération est centrée sur Abbeville, et a une population totale de 51 357 habitants (en septembre 2013).
Elle a, lors de sa création, une superficie 385,24 km2. La densité de population est donc de 133 habitants au km².
Néanmoins, en dépit de son nom, elle est loin de regrouper l'ensemble des communes de la baie de Somme.

### Composition
La communauté d'agglomération est composée des 43 communes suivantes :

| Nom                      | Code Insee | Gentilé          | Superficie (km2) | Population (dernière pop. légale) | Densité (hab./km2) |
| ------------------------ | ---------- | ---------------- | ---------------- | --------------------------------- | ------------------ |
| Abbeville (siège)        | 80001      | Abbevillois      | 26,42            | 22 406 (2022)                     | 848                |
| Arrest                   | 80029      | Arrestois        | 11,15            | 825 (2022)                        | 74                 |
| Bailleul                 | 80051      | Baillotins       | 14,06            | 252 (2022)                        | 18                 |
| Bellancourt              | 80078      | Bellancourtois   | 5,98             | 505 (2022)                        | 84                 |
| Bettencourt-Rivière      | 80099      |                  | 7,38             | 215 (2022)                        | 29                 |
| Boismont                 | 80110      | Boismontais      | 15,57            | 457 (2022)                        | 29                 |
| Bray-lès-Mareuil         | 80135      | Brayois          | 5,43             | 250 (2022)                        | 46                 |
| Brutelles                | 80146      | Brutellois       | 6,29             | 199 (2022)                        | 32                 |
| Cambron                  | 80163      | Cambronnais      | 12,61            | 751 (2022)                        | 60                 |
| Caours                   | 80171      | Caoursiens       | 6,13             | 565 (2022)                        | 92                 |
| Cayeux-sur-Mer           | 80182      | Cayollais        | 26,29            | 2 344 (2022)                      | 89                 |
| Citerne                  | 80196      | Citernois        | 6,4              | 245 (2022)                        | 38                 |
| Condé-Folie              | 80205      | Condéens         | 10,37            | 876 (2022)                        | 84                 |
| Doudelainville           | 80251      | Doudelainvillois | 4,99             | 378 (2022)                        | 76                 |
| Drucat                   | 80260      | Drucatois        | 10,84            | 902 (2022)                        | 83                 |
| Eaucourt-sur-Somme       | 80262      | Eaucourtois      | 4,42             | 363 (2022)                        | 82                 |
| Épagne-Épagnette         | 80268      | Épagnois         | 6,56             | 515 (2022)                        | 79                 |
| Érondelle                | 80282      | Érondellois      | 4                | 507 (2022)                        | 127                |
| Estrébœuf                | 80287      |                  | 6,24             | 241 (2022)                        | 39                 |
| Fontaine-sur-Somme       | 80328      | Fontenois        | 15,18            | 505 (2022)                        | 33                 |
| Franleu                  | 80345      | Franleusiens     | 8,43             | 507 (2022)                        | 60                 |
| Frucourt                 | 80372      | Frucourtois      | 5,27             | 119 (2022)                        | 23                 |
| Grand-Laviers            | 80385      | Lavierois        | 9,5              | 462 (2022)                        | 49                 |
| Hallencourt              | 80406      | Hallencourtois   | 20,55            | 1 318 (2022)                      | 64                 |
| Huppy                    | 80446      | Huppinois        | 10,81            | 747 (2022)                        | 69                 |
| Lanchères                | 80464      | Lanchérois       | 16,39            | 889 (2022)                        | 54                 |
| Liercourt                | 80476      | Liercourtois     | 5,53             | 332 (2022)                        | 60                 |
| Limeux                   | 80482      |                  | 8,62             | 141 (2022)                        | 16                 |
| Longpré-les-Corps-Saints | 80488      | Longiprates      | 8,06             | 1 520 (2022)                      | 189                |
| Mareuil-Caubert          | 80512      | Mareuillois      | 9,08             | 828 (2022)                        | 91                 |
| Mérélessart              | 80529      | Mérélessartois   | 3,74             | 187 (2022)                        | 50                 |
| Mons-Boubert             | 80556      | Mons-Boubertois  | 9,53             | 578 (2022)                        | 61                 |
| Neufmoulin               | 80588      | Neufmoulinois    | 4,43             | 363 (2022)                        | 82                 |
| Pendé                    | 80618      |                  | 16,43            | 1 035 (2022)                      | 63                 |
| Saigneville              | 80691      |                  | 12,86            | 336 (2022)                        | 26                 |
| Saint-Blimont            | 80700      | Saint-Blimontois | 6,63             | 884 (2022)                        | 133                |
| Saint-Valery-sur-Somme   | 80721      | Valéricains      | 10,5             | 2 350 (2022)                      | 224                |
| Sorel-en-Vimeu           | 80736      | Sorelots         | 4,09             | 233 (2022)                        | 57                 |
| Vauchelles-les-Quesnoy   | 80779      | Vauchellois      | 6,14             | 809 (2022)                        | 132                |
| Vaudricourt              | 80780      | Vaudricourtois   | 2,98             | 415 (2022)                        | 139                |
| Vaux-Marquenneville      | 80783      | Vallois          | 3,97             | 80 (2022)                         | 20                 |
| Wiry-au-Mont             | 80825      |                  | 4,81             | 105 (2022)                        | 22                 |
| Yonval                   | 80836      | Yonvalois        | 3,93             | 240 (2022)                        | 61                 |

### Démographie
| 1968   | 1975   | 1982   | 1990   | 1999   | 2009   | 2014   | 2020   |
| ------ | ------ | ------ | ------ | ------ | ------ | ------ | ------ |
| 49 283 | 50 952 | 50 585 | 49 775 | 50 079 | 51 471 | 50 158 | 48 679 |

## Organisation

### Siège
Le siège de l'intercommunalité est à Abbeville, dans l'immeuble Garopôle, situé place de la Gare.
Des antennes seront conservées sur le territoire des autres anciennes communautés :
- pour l'ancienne communauté de communes de la région d'Hallencourt, à son ancien siège à Hallencourt, 18 rue Saint-Denis ;
- pour l'ancienne communauté de communes Baie de Somme Sud, à son ancien siège en mairie de Saint-Valery-sur-Somme.

### Élus
La communauté d'agglomération est administrée par un conseil communautaire de 77 membres répartis de la manière suivante en fonction de la population de chaque commune : 

- 30 délégués pour Abbeville ; 

- 3 délégués pour Cayeux-sur-Mer et Saint-Valery-sur-Somme ;

- 2 délégués pour Longpré-les-Corps-Saints ;

- 1 délégué ou son suppléant pour les 39 autres communes.
Au terme des élections municipales de 2020, le conseil communautaire renouvelé a élu le 10 juillet 2020 son nouveau président, Pascal Demarthe, maire d'Abbeville, ainsi que ses 12 vice-présidents, qui sont : 
1. Stéphane Haussoulier (maire de St-Valery-sur-Somme, vice-président du conseil départemental de la Somme et ancien président de la communauté de communes Baie de Somme Sud) ;
2. Fabrice Frion, maire de Bailleul ;
3. Anne-Marie Dorion, maire de Neufmoulin ;
4. Olivier Mallet, conseiller municipal d'Abbeville ;
5. Jean-Paul Lecomte, maire de Cayeux-sur-Mer ;
6. Aymerick Cœuilte, maire de Huppy ;
7. Henri Sannier, maire d'Eaucourt-sur-Somme ;
8. Danielle Dupuy, conseillère municipale d'Abbeville ;
9. Jean-Yves Blondin, maire de Lanchères ;
10. Philippe Walrave, maire de Liercourt
11. Pascal Lefebvre, élu d'Epagne-Epagnette ;
12. Michel Lepage, conseiller municipal d'Abbeville.

Ces vice-présidents ont été choisis de manière que chacune des trois anciennes intercommunalités dispose de trois sièges.
Le bureau communautaire pour la mandature 2020-2026 est constitué du président, des 12 vice-présidents et de 9 conseillers communataires délégués.

### Liste des présidents
| Période          | Période                       | Identité        | Étiquette    | Qualité |
| ---------------- | ----------------------------- | --------------- | ------------ | --- |
| 2 janvier 2017   | 10 juillet 2020               | Nicolas Dumont  | PS puis LREM | Maire d'Abbeville (2008 → 2020) Président de l'ex-CC de l'Abbevillois (2008 → 2016)                                                                                        |
| 10 juillet 2020, | En cours (au 15 juillet 2020) | Pascal Demarthe | UDI          | Enseignant Député de la Somme (2014 → 2017) Conseiller régional des Hauts-de-France (2021 → ) Conseiller général d'Abbeville-Sud (2008 → 2015) Maire d'Abbeville (2020 → ) |

### Compétences
La communauté d'agglomération exerce de nombreuses compétences transférées par les communes membres, dans les conditions fixées par le code général des impôts, et dont beaucoup étaient déjà exercées par les anciennes communautés . Certaines sont obligatoires, comme le développement économique. Il s’agit notamment de l’aménagement et de la gestion de zones d’activités, du soutien aux activités commerciales et de la promotion du tourisme.
Les communes ont transféré les compétences suivantes :
- Les compétences obligatoires sont les suivantes :

1. actions de développement économique (et le développement touristique) : un office de tourisme communautaire va être créé, à Garopôle, et les structures d’Abbeville, Saint-Valery-sur-Somme et Cayeux-sur-Mer deviendront des bureaux d’information ;
2. aménagement de l’espace communautaire :
  1. urbanisme et transports : cela comprend le schéma de cohérence territoriale, le plan local d’urbanisme intercommunal, mais aussi l’organisation de la mobilité, avec des transports collectifs urbains et non urbains de voyageurs, soit l’extension à venir du réseau de bus déjà en œuvre sur l’Abbevillois. Au programme également, l’aménagement de pistes cyclables,
  2. voirie : la communauté d’agglomération prendra également en charge l’entretien de la voirie. Celle-ci est intercommunale à Baie de Somme sud et dans la Région d’Hallencourt, mais pas dans l’Abbevillois qui s’aligne donc sur les deux autres ;
3. équilibre social de l’habitat : la communauté devra mettre en œuvre un programme local de l'habitat (comme l’a déjà fait l'ex-communauté de communes de l'Abbevillois), avec une politique en faveur du logement social, et aussi de l’amélioration du parc immobilier existant ;
4. politique de la ville ;
5. accueil des gens du voyage : elle devra également proposer des aires d’accueil pour les gens du voyage ;
6. action sociale d’intérêt communautaire : la communauté d’agglomération reprend aussi en charge l’action sociale. Cela concerne la petite enfance, avec les relais assistantes maternelles et les crèches, mais aussi le maintien à domicile des personnes âgées, avec le portage des repas à domicile. La maison de santé de Saint-Valery-sur-Somme est également déclarée d’intérêt communautaire.

- Les compétences facultatives sont au nombre de 9 :

1. aménagement numérique du territoire ;
2. gestion des milieux aquatiques et prévention des inondations (GEMAPI)[17] : fixée par la loi, cette compétence devra être exercée au plus tard le 1er janvier 2018 ;
3. affaires scolaires : cette compétence facultative était déjà exercée par Baie de Somme sud et la Région d'Hallencourt, mais pas par l’Abbevillois, où chaque commune gardait la main. Désormais, le fonctionnement des services scolaires et de la restauration scolaire, y compris à Abbeville, seront gérés par l’agglomération. Il en sera de même pour les activités périscolaires, les accueils de loisirs et les centres de vacances ;
4. enfance et jeunesse ;
5. action culturelle ;
6. action sportive ;
7. entretien de la caserne de gendarmerie de Saint-Valery-sur-Somme ;
8. assainissement non collectif : la communauté d'agglomération va reprendre la gestion de l'assainissement non collectif des ex-communautés de communes concernées. De plus, la communauté d'agglomération devra exercer au plus tard le 1er janvier 2020 la compétence « eau et assainissement », fixée par la loi, en remplacement des différents syndicats d'eau existant ;
9. adhésion à des syndicats mixtes.

Bien que la nouvelle agglomération n'ait pas encore communiqué à ce sujet, la collecte et le traitement des déchets ménagers sera repris par la nouvelle structure.

### Effectifs
Afin d'assurer la mise en œuvre de ses compétences, la CABS compte à sa création quelque 600 agents[réf. nécessaire].

### Régime fiscal et budget
L'intercommunalité est un établissement public de coopération intercommunale à fiscalité propre.
La communauté d’agglomération Baie de Somme, comme toutes les communautés d'agglomération, est financée par la fiscalité professionnelle unique (FPU), qui succède à la taxe professionnelle unique (TPU), assurant ainsi une péréquation fiscale entre les communes regroupant de nombreuses entreprises et les communes résidentielles.
La communauté d'agglomération perçoit également la taxe de séjour qui finance notamment les activités de valorisation touristiques, sauf pour les communes de Boismont, Estrébœuf, Cayeux-sur-Mer, Brutelles, Lanchères, Saint-Valery-sur-Somme, Saigneville et Pendé qui avaient délégué cette recette au Syndicat mixte Baie de Somme - Grand Littoral Picard.

## Projets et réalisations
En 2010, la communauté d'agglomération lance le projet d'un nouveau conservatoire de musique et de danse (le conservatoire de la Baie de Somme). Celui-ci doit permettre de donner aux 650 élèves un site plus moderne, l'ancien étant jugé trop vétuste. Les travaux commencent en mai 2019: après une courte interruption lors du Covid, ils se terminent en février 2021. Le nouveau conservatoire, d'une surface de 3000 m², est alors un CRI (conservatoire à rayonnement intercommunal): entre 2022 et 2027, le nouveau projet d'établissements a pour but d'obtenir un classement départemental. On y retrouve par exemple la création d'une antenne à Hallencourt, l'ouverture d'une classe de basson, celle d'une CHAD collège...
En 2020, un projet de renouvellement urbain sur 5 ans est lancé dans le quartier Soleil Levant - Bouleaux - Platane, à Abbeville, pour un budget de 30 millions d'euros. Le projet compte détruire 48 logements, et en réhabiliter 27, pour améliorer la qualité de vie. Il comporte également un réamenagement des voiries et des espaces verts, et la construction de deux pôles pour améliorer l'attractivité du quartier: un associatif, l'autre socioculturel et sportif.